# Jan Kolombeski
 (février 2014).
Si vous disposez d'ouvrages ou d'articles de référence ou si vous connaissez des sites web de qualité traitant du thème abordé ici, merci de compléter l'article en donnant les références utiles à sa vérifiabilité et en les liant à la section « Notes et références ».
Jan Kolombeski, né à Ostrowa (Pologne) au XVIIIe siècle et mort le 29 avril 1851, est un militaire polonais.

## Biographie
Il entra au service de France comme volontaire, au régiment de Bourbon-Infanterie, en 1774, à l'âge de 44 ans.
Nommé caporal en 1790, à l'âge de 60 ans, il fit toutes les campagnes de la Révolution française et de l'Empire dans différents régiments d'infanterie, et fut incorporé, en 1808, dans le 8e régiment de la Vistule.
Blessé en 1814, il entra à l'hôpital de Poitiers, et en sortit bientôt après pour être placé en subsistance au 2e régiment d'infanterie légère.
Le 11 octobre 1814, il fut admis dans la 1re compagnie de sous-officiers sédentaires ; puis en 1816 à la 5e compagnie de sous-officiers vétérans. Les trois dernières de ces compagnies venant d'être supprimées par décision récente du ministre de la Guerre, Kolombeski fut mis en subsistance au 61e de ligne, reçut une pension de retraite, décret du 17 mai 1850, et le ministre autorisa son admission aux invalides[réf. nécessaire].
Il montait encore sa garde et faisait le même service que ses camarades à la 5e compagnie de sous-officiers vétérans. Lors d'un voyage du roi Louis-Philippe Ier à Dreux, où se trouvait cette compagnie, il lui fut présenté, et le prince, prenant sa propre décoration, la lui mit sur la poitrine.[réf. nécessaire]
Il meurt en avril 1851, à l'âge supposé de 121 ans. Cependant le militaire est accusé d'avoir utilisé les papiers de son père (lui aussi prénommé Jan), et sa date de naissance du 1er mars 1730. Le véritable Jan Kolombeski fils, serait mort à 91 ans.

## Source
« Jan Kolombeski », dans Charles Mullié, Biographie des célébrités militaires des armées de terre et de mer de 1789 à 1850, 1852 [détail de l’édition]
1. ↑  Biographie des célébrités militaires des armées de terre et de mer de 1789 à 1850 : Volume 2
2. ↑  Moniteur belge: journal officiel. 1851